# 捷尔任斯克市镇
捷尔任斯克市镇（俄语：Дзержинское муниципальное образование）是俄罗斯联邦伊尔库茨克州伊尔库茨克区所属的一个市镇。其下辖有1个居民点，行政中心为捷尔任斯克。据2016年统计，该市镇的人口为2665人。